# Instant Funk
Instant Funk was een Amerikaanse disco- en funk-band.

## Bezetting
- Raymond Earl[5] (basgitaar)
- Scotty Miller[6] (drums)
- Kim Miller[7]

- Bunny Sigler[8] (zang)
- Charles Williams[9] (percussie)
- Dennis Richardson[10]
- Elijah Jones[11]
- Eric Huff[12]
- George Bell[13] (gitaar)
- James Carmichael[14] (leadzang)
- Johnny Onderlinde[15]
- Larry Davis[16] (multi-instrumentalist)

## Geschiedenis
De band werd opgericht midden jaren 1970 en stond vervolgens onder contract bij Philadelphia Records, maar brachten hun platen uit bij het zusterlabel TSOP. De eerste single Float Like a Butterfly verscheen in 1975 en het daaropvolgende jaar het debuutalbum Get Down With the Philly Jump. Begin 1977 lukte Instant Funk met It Ain't Reggae But It's Funky het eerste waarderingssucces in de Amerikaanse discohitlijst. Ze zongen bovendien in de achtergrond voor Bunny Sigler. Verdere commerciële successen kwamen er niet, zodat de band op korte termijn weer hun platencontract kwijtraakte.
Een wissel naar het op disco gespecialiseerde Salsoul Records bracht de ommekeer. Reeds de eerste single kwam goed aan bij zowel de pop- als de r&b en discofans. Got My Mind Made Up (You Can Get It Girl) lukte de sprong onder de Amerikaanse top 20 en werd bovendien de nummer 1 in de r&b- en discohitlijst. Zowel voor deze hit alsook voor het gelijknamige tweede album kreeg de band een goud-onderscheiding. Got My Mind Made Up (You Can Get It Girl) plaatste zich vervolgens ook in Nederland, België en het Verenigd Koninkrijk. Precies in het midden van funk en disco, ontwikkelde de song zich tot klassieker, maar zou het enige grote succes van de band blijven.
Tussen 1979 en 1983 lukten de band desondanks negen hits in de Amerikaanse r&b-hitlijst, waaronder Witch Doctor (1979) en No Stoppin' that Rockin'  (1983), die zich konden plaatsen onder de top 40. Ook in de discohitlijst lukten enkele successen. Na een laatste album voor Salsoul Records in 1983 werd de band ontbonden.

## Overlijden
Scotty Miller overleed in 2017.

## Discografie

### Singles
- 1979:	I Got My Mind Made Up (You Can Get It Girl)

### Albums
- 1976: Get Down with the Philly Jump
- 1979:	Instant Funk
- 1980:	Witch Doctor
- 1980: The Funk Is On
- 1982:	Looks So Fine
- 1983: Instant Funk V
- 1983: Kinky
- 1996: Greatest Hits
- 1997: The Best of
- 2006: The Anthology
- 2006: I Got My Mind Made Up